# Capricorns
A Capricorns brit sludge/doom/progresszív/instrumentális metal zenekar volt 2003 és 2008 között.

## Története
Első kiadványuk az együttes nevét viselő 2004-es EP volt, amely a Rise Above Records gondozásában jelent meg. Két stúdióalbumukat is ez a kiadó dobta piacra. Az együttes csak hangszeres zenét játszott. 2008-ban feloszlottak.

## Tagjai
- Nathan Dylan Bennett - gitár
- Kevin Williams - gitár
- Dean Berry - basszusgitár
- Nathan Perrier - dob

## Diszkográfia
- Capricons (EP, 2004)
- Ruder Forms Survive (album, 2005)
- River, Bear Your Bones (album, 2008)